# Montserrat Espadalé
Montserrat Espadalé es una actriz colombo española de cine, teatro y televisión.

## Carrera
Montserrat inició su carrera como actriz a los doce años, cuando fue descubierta por la productora teatral María Isabel Murillo en una obra de teatro colegial. A los 15 años debutó en la televisión colombiana protagonizando a una joven campesina en la telenovela Marcelina de Producciones PUNCH junto a Julián Román. Poco tiempo después integró el reparto de la serie juvenil Conjunto Cerrado, interpretando a la joven América.
A comienzos de la década de 2000 decide continuar su carrera en España, ingresando en la escuela de actuación de Cristina Rota. Allí empezó a desempeñarse principalmente en teatro, regresando a Colombia en 2006 para hacer parte del elenco de otra serie juvenil, Juego limpio y de la telenovela Los Reyes. Dos años después apareció en la película de Rafael Lara La milagrosa, donde interpretó a Carola, una joven esquizofrénica. A partir de entonces ha aparecido en algunas producciones cinematográficas como Crescendo (2011), Inflagranti (2012) y Little Boy (2015), donde compartió elenco con Emily Watson y Tom Wilkinson.

## Filmografía

### Televisión
- Total White Guy Move (2013) — Alejandra
- Juego limpio (2006)
- Los Reyes (2005-2006) — Carolina Iriarte
- El comisario (2002)
- Conjunto cerrado (1998)
- Marcelina (1996)

### Cine
- This Is the Year (2020) — Mrs. Shockley
- Little Boy (2015) — Paulette
- Inflagranti (2015) — Claudia
- Snack Attack (voz) (2012) —
- LaLa Land (2011) — Tammy Sanchez
- Crescendo (2011) — Maria Magdalena
- La milagrosa (2008) — Carola